# Service des retraites de l'État
Le service des retraites de l’État (SRE) est un service à compétence nationale français rattaché à la direction générale des Finances publiques (DGFiP) , qui fait elle-même partie du ministère de l'Économie et des Finances. Le service a été créé par décret du 26 août 2009 pour mettre en œuvre la gestion administrative et financière du régime des pensions civiles et militaires de retraites (PCMR), c’est-à-dire de la retraite et de l'invalidité des fonctionnaires civils de l'État et des militaires.
Le régime des retraites des fonctionnaires de l’État est le deuxième régime de retraite en France après le régime général de l'assurance vieillesse. Il gère 4,5 millions de ressortissants, agents en activité et pensionnés. En 2021, 60,4 milliards d'euros de pension ont été versés,.
Le SRE s’appuie, pour la mise en paiement des pensions, sur un réseau de centres spécialisés de la DGFiP, les centres de gestion des retraites (CGR). Le réseau des CGR est constitué, au 1er janvier 2022, de 12 centres.

## Missions

### Gestion des pensions de retraite
Le Service des Retraites de l’État est responsable du processus de gestion des pensions de retraite de plusieurs régimes,, :
- le régime des pensions civiles de retraite (fonctionnaires de l’État et magistrats) ;
- le régime des pensions militaires de retraite ;
- le régime des allocations temporaires d'invalidité des fonctionnaires (correspondant au risque accident du travail) ;
- le régime des pensions militaires d'invalidité et des victimes de guerre ;
- la retraite du combattant ;
- le régime des pensions d'Alsace-Moselle ;
- les traitements attachés à la Légion d'honneur et à la Médaille militaire ;

Il représente le régime de retraite de l’État auprès des organismes de retraite et des instances de gouvernance des régimes de retraite.

#### Compte individuel retraite (CIR)
Il est le garant de la tenue des comptes individuels de retraite (CIR) et en assure la gestion en collaboration avec les administrations publiques. Les CIR des fonctionnaires en activité sont alimentés par les employeurs publics ; les CIR des fonctionnaires retraités sont gérés directement par le SRE.
Il est en outre tenu d'assurer le droit à l'information (DIR) des fonctionnaires civils et militaires de l’État et de contrôler les droits à pension.
Le SRE doit développer PETREL, le système d'information relatifs au CIR et à la liquidation des pensions.

#### Accueil et information
Le SRE assure l'accueil et l'accompagnement multicanal des usagers en matière de retraites de l’État, par des services numériques et une plateforme téléphonique. Il est aidé par les administrations publiques déconcentrées, réparties en Pôle, qui alimentent les CIR et orientent les usagers.
Il est à la tête d'un réseau qui regroupent les centres de gestion des retraites.

#### Liquidation des pensions de retraite
Le SRE est une caisse de retraite. A ce titre, il liquide et concède les pensions et allocations de retraite et d'invalidité des fonctionnaires civils et militaires de l’État après avoir vérifié les droits à pension. 
Le SRE est responsable de l'équilibre budgétaire et comptable des pensions civiles et militaires de retraite.

### Expertise juridique et contentieux
Le SRE assure une expertise juridique et traite les contentieux en matière de retraite.

## Organisation
Le Service des Retraites de l'État est situé à Nantes et possède deux antennes, une à Guérande et une à La Rochelle. Il est divisé en deux départements subdivisés en quatre bureaux chacun. Les départements sont appuyés par un secrétariat général, un bureau financier et des statistiques et une mission de maîtrise des risques-audit.
Son effectif est de 519 agents au 1er février 2021.

### Département des retraites et de l'accueil - SRE-1

#### Bureau des affaires juridiques - SRE-1A
Le bureau des affaires juridiques est chargé des questions liées à la règlementation générale, au contentieux et du transfert des droits à pension.
En 2019, 661 dossiers contentieux étaient en cours d'instance.

#### Bureau des retraites - SRE-1B
Le bureau des retraites est chargé des pensions civiles et militaires de retraite, des régimes spéciaux et de la tenue des comptes individuels retraite. 
Il œuvre également pour la qualité des procédures retraites et la gestion des comptes.

#### Bureau des invalidités - SRE-1C
Le bureau des invalidités est chargé des pensions civiles et militaires d'invalidité et de la concession des allocations temporaires d'invalidité (ATI).
Il œuvre également pour la qualité des procédures d'invalidité.

#### Bureau des relations usagers, offre de service et réseau - SRE-MRU
Le bureau est chargé de la politique de l'accueil des usagers et du pilotage de l'activité des centres de retraite. Il œuvre également dans le droit à l'information retraite ainsi que dans le paiement des pensions. 

### Département du programme de modernisation - SRE-2

#### Bureau des études développement et coordination des systèmes d'information - SRE-2A
Le bureau s'occupe du développement, de l'orientation stratégique et de la maintenance évolutive des applications liées au traitement des pensions.

#### Bureau support, infrastructure et production - SRE-2B
Le bureau gère l'administration et l'exploitation ainsi que la sécurité des infrastructures informatiques.

#### Bureau des processus de gestion - SRE-2C
Le bureau est chargé de l'accueil des usagers, de la gestion et du paiement des pensions.

#### Bureau des processus CIR - SRE-2D
Le bureau a la maitrise d'ouvrage des comptes individuels retraites et gère les relations employeurs et inter-régimes.

### Direction
Directeurs successifs :
- 2019 [7] - 2022 Guillaume Talon, administrateur hors classe de l'INSEE [8]
- 2013 - 2019 [9] Alain Piau, ingénieur général des mines [10]
- 2010 [11] - 2013 Jean-Yves Raude [12]

## Répartition et versement des pensions
L'âge moyen de départ est de 61.86 ans, tout type de départ confondu.

### Répartition par type de pension
En 2019, le nombre de pensions en paiement se répartissait de la façon suivante :
| 1 608 900                                      | 325 700                                        | 395 500                                          | 156 400                                           | 196 660                                                                                       | 58 118                               | 913 000                 |
| pensions civiles de retraite de droits directs | pensions civiles de retraite de droits dérivés | pensions militaires de retraite de droit directs | pensions militaires de retraite de droits dérivés | pensions militaires d'invalidité, des victimes de guerre et d'actes de terrorisme tous droits | allocations temporaires d'invalidité | retraites du combattant |

| 55 800                                         | 20 200                                         | 13 000                                           | 7 800                                             | 2 388                                                                                         | 1 097                                |
| pensions civiles de retraite de droits directs | pensions civiles de retraite de droits dérivés | pensions militaires de retraite de droit directs | pensions militaires de retraite de droits dérivés | pensions militaires d'invalidité, des victimes de guerre et d'actes de terrorisme tous droits | allocations temporaires d'invalidité |

### Répartition des pensions par ministère
En 2020 et 2021, les pensions versées par le SRE étaient réparties de la façon suivante :
|           | Ministère  | 2020      | Hommes    | Femmes    | 2021      | Hommes    | Femmes    |
| Civil     |            | 1 814 689 | 740 982   | 1 073 707 | 1 781 120 | 721 979   | 1 059 323 |
|           | Défense    | 42 140    | 20 460    | 21 680    | 40 972    | 19 964    | 21 008    |
|           | Économie   | 150 295   | 67 484    | 82 811    | 144 144   | 65 250    | 78 894    |
|           | Education  | 1 088 364 | 353 045   | 735 319   | 1 085 816 | 350 126   | 735 690   |
|           | Equipement | 71 790    | 48 113    | 23 677    | 69 535    | 46 681    | 22 854    |
|           | Intérieur  | 177 586   | 112 178   | 65 408    | 173 934   | 109 828   | 64 106    |
|           | Justice    | 84 363    | 38 138    | 46 225    | 82 262    | 37 255    | 45 007    |
|           | Orange     | 35 989    | 23 434    | 12 555    | 30 680    | 19 925    | 10 755    |
|           | La poste   | 79 279    | 41 558    | 37 721    | 71 956    | 37 502    | 34 454    |
|           | Autre      | 84 883    | 36 572    | 48 311    | 81 821    | 35 266    | 46 555    |
| Militaire |            | 368 549   | 303 365   | 65 184    | 376 932   | 308 899   | 68 033    |
|           | Armées     | 251 043   | 211 265   | 39 778    | 258 339   | 216 753   | 41 586    |
|           | Gendarmes  | 116 247   | 91 150    | 25 097    | 117 379   | 91 229    | 26 150    |
|           | Autres     | 1 259     | 950       | 309       | 1 214     | 917       | 297       |
| Ensemble  |            | 2 183 238 | 1 044 347 | 1 138 891 | 2 158 052 | 1 030 696 | 1 127 356 |